# ブルガリアの世界遺産
ブルガリアの世界遺産（ブルガリアのせかいいさん）はユネスコの世界遺産に登録されているブルガリア国内の文化・自然遺産の一覧。

## 文化遺産
- ボヤナ教会 - （1979年）
- マダラの騎士 - （1979年）
- カザンラクのトラキア人の墳墓 - （1979年）
- イヴァノヴォの岩窟教会群 - （1979年）
- ネセバルの古代都市 - （1983年）
- リラ修道院 - （1983年）
- スヴェシュタリのトラキア人の墳墓 - （1985年）

## 自然遺産
- スレバルナ自然保護区 - （1983年）
- ピリン国立公園 - （1983年）
- カルパティア山脈とヨーロッパ各地の古代及び原生ブナ林 - （2007年、2011年・2017年・2021年拡大、ほか17カ国と共有）

## 複合遺産
なし